# الکسی ووروپایف
الکسی ووروپایف (روسی: Алексей Николаевич Воропаев؛ ۲۳ ژانویهٔ ۱۹۷۳ – ۵ نوامبر ۲۰۰۶) ژیمناست هنری اهل روسیه بود.